# Де Санти, Андриоло
Андрио́ло де Са́нти (итал. Andriolo De Santi; до 1320 — между 1372 и 1375) — венецианский скульптор и архитектор периода Треченто.

## Биография
Сведения о биографии Андриоло Де Санти очень ограничены. О его происхождении известно только, что он был сыном некоего человека по имени Падано, о периоде ученичества сведений нет. Его мастерская находилась в городе Аквилее (там же была мастерская Филиппо де Санти — вероятно, его родственника), однако значительная часть приписываемых ему работ находится в других североитальянских городах. О периоде и месте учёбы Де Санти информации нет, различные исследователи искусства находят в его творчестве элементы, позволяющие предполагать его знакомство с работами Джованни Пизано в Падуе, Бонино да Кампионе в Милане или Джованни ди Бальдуччо в Болонье. 
Первой известной работой Андриоло де Санти является надгробие Дуччо дельи Альберти в венецианской базилике Санта-Мария-Глорьоза-дей-Фрари (1336). Де Санти известен также как один из авторов двух порталов церкви Сан-Лоренцо в Виченце, созданных в 1342—1344 годах, из которых до нашего времени сохранился один. В 1351 году он упоминается в качестве одного из авторов надгробия Якопо II да Каррара, установленного в церкви Сант-Агостино в Падуе, позднее перенесённого в церковь Эремитани, расположенную в том же городе. Предположительно де Санти создал для надгробия четыре поясные фигуры ангелов. В 1364 году он создал не дошедшую до нас капеллу в той же церкви Эремитани. В 1372 году де Санти был подписан договор с базиликой Святого Антония в Падуе на проектирование архитектуры капеллы Святого Иакова и создание скульптурных фигур святых Мартина и Петра на фасаде здания. Договор с базиликой Святого Антония является последним документом, в котором упоминается имя де Санти — предположительно он скончался в течение нескольких лет после его подписания.